# Championnat d'Espagne de football 1942-1943
Navigation
Primera División 1941-42 Primera División 1943-44
Le championnat d'Espagne de football 1942-1943 est la 12e édition du championnat. La compétition est remportée par l'Atlético Bilbao. Organisé par la Fédération espagnole de football, le championnat se dispute du 28 septembre 1941 au 5 avril 1942.
Le club bilbayen l'emporte avec trois points d'avance sur le Séville CF et quatre sur le CF Barcelone. C'est le cinquième titre des « Los leones » en championnat qui réalise le doublé en remportant la Coupe d'Espagne. 
Le système de promotion/relégation ne change pas : descente et montée automatique, sans matchs de barrage pour les deux derniers de première division et les deux premiers de deuxième division, match de barrage pour les onzième et douzième de première division face aux troisième et quatrième de deuxième division. Les deux promus, le Real Betis Balompié et le Real Saragosse, sont relégués en deuxième division. Ils sont remplacés la saison suivante par la Real Sociedad et le CE Sabadell. L'Espanyol Barcelone et le club du Grenade CF conservent leur place en première division après les matchs de barrages.
L'attaquant espagnol Mariano Martín, du CF Barcelone, termine meilleur buteur du championnat avec 30 réalisations.

## Règlement de la compétition
Le championnat de Primera División est organisé par la Fédération espagnole de football, il se déroule du 27 septembre 1942 au 4 avril 1943.
Il se dispute en une poule unique de 14 équipes qui s'affrontent à deux reprises, une fois à domicile et une fois à l'extérieur. L'ordre des matchs est déterminé par un tirage au sort avant le début de la compétition.
Le classement final est établi en fonction des points gagnés par chaque équipe lors de chaque rencontre : deux points pour une victoire, un pour un match nul et aucun en cas de défaite. En cas d'égalité de points entre deux ou plusieurs de clubs en fin de championnat, le classement se fait à la différence de buts. L'équipe possédant le plus de points à la fin de la compétition est proclamée championne. En fin de saison, les deux derniers du championnat sont relégués en Segunda División et remplacés par les deux premiers de ce championnat. Un match de barrage est disputé, sur terrain neutre à Madrid, pour les onzième et douzième de première division face aux troisième et quatrième de deuxième division. Les vainqueurs de ces confrontations accèdent ou restent en Primera División.

## Équipes participantes
Cette saison de championnat se déroule à 14 équipes.
| \| A. Bilbao Grenade CF Betis Balompié Séville CF Celta Vigo Real Oviedo CA Aviación Real Madrid CF Barcelone Espanyol CD Castellón Saragosse CF Valence CF D. La Corogne \| Localisation des clubs engagés dans le championnat. |
| A. Bilbao Grenade CF Betis Balompié Séville CF Celta Vigo Real Oviedo CA Aviación Real Madrid CF Barcelone Espanyol CD Castellón Saragosse CF Valence CF D. La Corogne                                                           |

| Clubs                    | Ville                 | Stade           |
| ------------------------ | --------------------- | --------------- |
| Atlético Bilbao          | Bilbao                | San Mamés       |
| Club Atlético Aviación   | Madrid                | Metropolitano   |
| CF Barcelone             | Barcelone             | Las Corts       |
| Betis Balompié           | Séville               | Heliópolis      |
| Club Deportivo Castellón | Castellón de la Plana | El Sequiol (es) |
| Celta Vigo               | Vigo                  | Balaidos        |
| Deportivo La Corogne     | La Corogne            | Riazor          |
| Espanyol Barcelone       | Barcelone             | Sarriá          |
| Grenade CF               | Grenade               | Los Cármenes    |
| Real Oviedo              | Oviedo                | Buenavista      |
| Real Madrid              | Madrid                | Chamartín       |
| Saragosse CF             | Saragosse             | Torrero         |
| Séville CF               | Séville               | Nervión         |
| Valence CF               | Valence               | Mestalla        |

## Classement
| Rang | Équipe               | Pts | J  | G  | N  | P  | Bp | Bc | Diff |
| ---- | -------------------- | --- | -- | -- | -- | -- | -- | -- | ---- |
| 1    | Atlético Bilbao C    | 36  | 26 | 16 | 4  | 6  | 73 | 38 | +35  |
| 2    | Séville CF           | 33  | 26 | 15 | 3  | 8  | 63 | 47 | +16  |
| 3    | CF Barcelone         | 32  | 26 | 14 | 4  | 8  | 77 | 50 | +27  |
| 4    | CD Castellón         | 31  | 26 | 13 | 5  | 8  | 41 | 43 | -2   |
| 5    | Celta Vigo           | 30  | 26 | 14 | 2  | 10 | 52 | 50 | +2   |
| 6    | Real Oviedo          | 28  | 26 | 12 | 4  | 10 | 53 | 63 | -10  |
| 7    | Valence CFT          | 27  | 26 | 10 | 7  | 9  | 58 | 45 | +13  |
| 8    | Atlético Aviación    | 27  | 26 | 11 | 5  | 10 | 54 | 44 | +10  |
| 9    | Deportivo La Corogne | 26  | 26 | 7  | 12 | 7  | 35 | 32 | +3   |
| 10   | Real Madrid          | 25  | 26 | 10 | 5  | 11 | 52 | 50 | +2   |
| 11   | Espanyol Barcelone   | 24  | 26 | 9  | 6  | 11 | 45 | 51 | -6   |
| 12   | Grenade CF           | 22  | 26 | 9  | 4  | 13 | 56 | 68 | -12  |
| 13   | Saragosse CFP        | 13  | 26 | 2  | 9  | 15 | 25 | 57 | -32  |
| 14   | Real Betis BalompiéP | 10  | 26 | 2  | 6  | 18 | 28 | 74 | -46  |

- Champion
- Barrages de relégation
- Relégation en Segunda División

Barrages de promotion :
Les barrages se jouent sur une rencontre unique disputée sur terrain neutre à Madrid : Dans la première rencontre, Grenade CF l'emporte 2-0 face au Real Valladolid, dans l'autre rencontre Espanyol Barcelone l'emporte 2-1 sur Sporting Gijon. Les deux clubs conservent leur place en division 1.

## Récompenses
L'attaquant espagnol Mariano Martín, joueur de CF Barcelone termine meilleur buteur du championnat avec 30 réalisations. Il devance Mundo, de Valence CF, auteur de 23 buts et deux joueurs à 22 buts, José Juncosa, de l'Espanyol Barcelone et Basilio Nieto du CD Castellón,.
Le meilleur gardien du championnat est, pour la deuxième fois, Juan Acuña Naya du Deportivo La Corogne.

## Bilan de la saison
| Championnat d'Espagne de football 1942-1943 |                            |
| Champion                                    | Atlético Bilbao (5e titre) |
| Dauphin                                     | Séville CF                 |
| Coupes et trophées                          |                            |
| Vainqueur de la Coupe d'Espagne 1942-1943   | Atlético Bilbao            |
| Promotions et relégations                   |                            |
| Promus en Primera División                  | Real Sociedad              |
| Promus en Primera División                  | CE Sabadell                |
| Relégués en Segunda División                | Real Betis Balompié        |
| Relégués en Segunda División                | Saragosse CF               |